# Илија Тривунац
Илија Тривунац је био српски официр из Алексинца.

## Биографија
Илија је потицао из чувене алексиначке породице Тривунац, пореклом из Суботинца.Чланови ове породице су били политичар, филолог и германолог Милош Тривунац, партизани Душан и Лела Тривунац. Илија је био капетан 2. класе српске војске, и учесник Првог балканског рата. Умро је у Алексинцу у 29. години 15. априла 1913. године од ратних последица у борби са Турцима у првом балканском рату. Сахрањен је 16. априла у родном граду, и постоји слика његове сахране, фотографа М.Т. Стојановића, коју је нашао историчар Миодраг Спирић и објавио у моногграфији Алексинац за незаборав.